# Himantopteridae
Himantopteridae is een familie van vlinders.

## Geslachten
(Indicatie van aantallen soorten per geslacht tussen haakjes)
- Akesina  (1)
- Anomoeotes  (14)
- Dianeura  (2)
- Doratopteryx  (13)
- Himantopterus  (6)
- Pedoptila  (5)
- Pseudothymara  (1)
- Semioptila  (33)
- Staphylinochrous  (21)
- Thermochrous  (7)